# フォースタン・E・ウィルクス
フォースタン・エドモンド・ウィルクス（フォースティン・ワーカス、Faustin Edmond Wirkus, 1896年11月16日 - 1945年10月8日）は、アメリカ合衆国の軍人。アメリカ合衆国のハイチ占領（1915年 - 1934年）に際し、海兵隊員の1人としてハイチへと派遣された。1926年7月18日、イスパニョーラ島の北に位置するゴナーブ島にて、ゴナーブ王フォースタン2世（Faustin II, King of La Gonâve）として戴冠し、海兵隊の命令で帰国する1929年までゴナーブ島を統治した。

## 経歴
公式の経歴によれば、ウィルクスは1896年にプロイセン王国東部の田舎町リピンにて生を受けたとされているが、一方で米国税関部が記録した多数の乗船者リストでは、彼の正しい生誕地をペンシルベニア州ピッツトンとしている。ウィルクスと両親は同州ウィルクスバリの北西に位置する炭鉱の町、デュポンに居を構え、彼はここで育った。11歳になると、ウィルクスは家計を助けるべく、自らもブレーカー・ボーイとして働き始めたが、同時にデュポンの町の外にある、「スリルと生きる喜びに満ちた世界」への憧れを募らせていった。成長したウィルクスは、やがて炭鉱内での採掘業務に割り当てられた。
17歳になると、ウィルクスは家を離れ、スクラントンの募兵事務所を訪れた。当時、ベラクルス占領における海兵隊の働きが新聞を賑わせていたこともあり、彼は海兵隊に志願した。1915年2月23日、ウィルクスバリにて海兵隊への入隊手続きを行った。

### ハイチ派遣

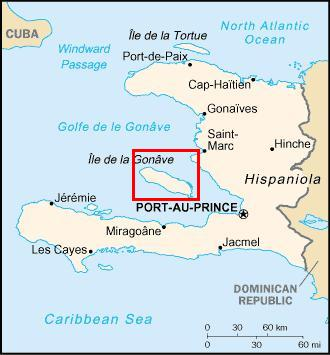
ゴナーブ島の位置

パリスアイランドでの訓練の後、ハイチに駐屯する第1前進基地旅団に配属された。以後のおよそ1年間を比較的安全な首都ポルトープランスでの勤務に費やした。ウィルクスはハイチに向かう装甲巡洋艦テネシーの甲板から初めてゴナーブ島を目にした。島について下士官に尋ねると、不可解かつ短い返答があったという。下士官はウィルクスに対し、「運が良けりゃ、これ以上近づかなくて済む。海賊の時代以来、白人はあそこに踏み入っていない。駐屯地はあるが、派遣されて戻ってくる奴はほとんどいない。戻ってきた奴も、精神病院に送るしかなくなってる……あそこはブードゥーに満ちた島だ。それ以上は神のみぞ知る、だ」と語った。
同年、トラックから落ちて腕を折り、療養のためアメリカ本土に送り返された。その後はキューバ勤務となり、軍曹としてハイチに戻ったのは4年後のことだった。1919年4月からの2度目の派遣では、カコス反乱軍に対抗するべく編成されたハイチ防衛軍（Garde d'Haiti）に出向し、中尉として現地人小隊を指揮することとなる。1920年1月から6月まで、防衛軍のラカイエ分遣隊にて分区長を務める。この職の任務には、ゴナーブ島の支配も名目上は含まれていた。ゴナーブ島の神秘に魅了されていたウィルクスは、同島への派遣に参加したことのある海兵隊員を探したものの、彼らの中にも内陸まで踏み入った者は無く、島に関する情報はほとんどなかった。ウィルクスは同年3月に一晩だけ島を訪問し、その後に派遣任務に志願した。
ゴナーブ島に関する最初の任務は、防衛軍が逮捕した「ハイチ共和国に対する犯罪」および「軽微なブードゥー関連犯罪」の容疑者を評価することだった。この容疑者の中に、背が高くて肉付きのよい、ティ・メメンネという女性がいた。一見して地位が高い人物と思われたため、ウィルクスは彼女がポルトープランスでの裁判に際し「寛大な措置」を受けられるように取り計らった。彼女はウィルクスと会った後、「また会うことになるでしょう」と言ったと伝わっている。また、ポルトープランスへの移送後も、ウィルクスの寛大さを称賛していた。
2ヶ月後、ウィルクスは再び島を訪れ、この数世紀内で島の内陸へと踏み込んだ最初の白人となった。内陸部では、奴隷としてアフリカから連れてこられた最初の島民が持ち込んだ、家母長制が依然として存続していた。彼らの集落でティ・メメンネと再会したことで、ウィルクスは彼女が島の女王であったことを知った。
島を離れた後、ウィルクスは再び派遣を志願した。この島が「世界の果て」であると考えていた上官は、腕利きの下士官との評判もあったウィルクスがこの任務に志願したことに驚き、また肩を竦めながらも、最終的にこれを認めた。1925年4月、ゴナーブ島の常駐司令官たる肩書を与えられたウィルクスは、再び島を訪れた。ウィルクスは島民と触れ合いつつ、彼らの信仰や風習との摩擦を産まない形での段階的な改革プログラムの実施に着手した。当時、島には12,000人ほどの島民が暮らしており、ウィルクスは28人の現地兵だけを率い、治安の維持や改革の遂行といった任務を果たさなければならなかった。この職にある間、ウィルクスは蔓延していた汚職を撲滅することで税収を数千ドルも向上させ、島の農民たちが公正な税査定を受けられるよう取り計らった。ゴナーブ島における最初の飛行場の建設および最初の人口調査、農業に関する教育および近代化も、ウィルクスによって行われた。

### ゴナーブ王
司令官としての功績で島民の信頼と尊敬を勝ち取ったウィルクスは、やがてティ・メメンネ女王が率いるブードゥー教徒のグループに加わることを許された。島に暮らし1年半ほどが過ぎた頃、彼は女王の家へと招かれ、ブードゥー教の秘儀に参加した。そしてこの儀式において、ウィルクスの王としての戴冠が宣言されることとなる。
この背景には、彼がティ・メメンネ女王をはじめとする島民に尊敬されていたことに加え、ハイチの前皇帝フォースタン1世（フォースタン＝エリ・スールーク）に関する迷信が関係している。島に伝わるところによると、フォースタン1世は同じ名の子孫がやがて王として島に戻ると言い残し姿を消したとされており、島民からはリテペビニ（Li te pe vini）、すなわち「来たるべき者」と呼ばれていた。
1926年7月18日の夕方、ウィルクスのために特別に作られた「王の呼び声」が太鼓で奏でられる中、儀式は始まった。篝火に照らされる中、寺院から現れたウィルクスの額と手首に、生贄の鶏の血で模様が描かれた。そして、頭上にフォースタン1世の王冠が載せられた。この時、ウィルクスは単なる歓迎の儀式か何かに過ぎないと考えおり、自らが王となったことを知るのは儀式後のことだった。
その後、フォースタン2世はティ・メメンネ女王と協働で3年間の統治を行った。フォースタン2世は迅速ながらも寛大な裁きを行なうことで知られた。
フォースタン2世のもと、ゴナーブ島の統治はハイチの他の地域よりもスムーズかつ非暴力的に進められた。1928年、ルイ・ボルノ大統領が初めてゴナーブ島を訪問した。ボルノはフォースタン2世が成し遂げた改革の成果に感銘を受けた一方、彼が島民から王と見做されていることに不快感を示した。フォースタン2世による治世は、帰国が決定した1929年に終了した。1931年2月、アメリカ本土に到着した。

### 帰国後
ウィルクスは海兵隊員として、1918年には伍長（Corporal）、1920年には一等軍曹（Gunnery Sergeant）に昇進している。1931年、一等軍曹として海兵隊を退役。
退役後はハイチでの体験に基づく講演や執筆活動を行った。1938年には、『Liberty』誌に『もしもアメリカがハイチに介入するのなら』（IF AMERICA INTERVENES IN HAITI）という記事を寄せている。この中でウィルクスは、ドミニカ共和国のラファエル・トルヒーヨ大統領によるハイチ人虐殺（パセリの虐殺）を非難すると共に、ハイチとドミニカの戦争を阻止してイスパニョーラ島に安定をもたらすためにも、アメリカが介入し、再び海兵隊を派遣するべきであると訴えた。
1939年、予備役から現役に再編入され、募兵事務所に配属される。その後、火器海兵（Marine Gunner, 小火器専門准尉）まで務めた。1944年、ノースカロライナ州チャペルヒルの海軍飛行前訓練学校（Navy Pre-Flight School）に航空機銃手教官として配属される。1945年1月頃から病に倒れ、長い闘病生活の末、10月8日にブルックリン海軍病院にて死去。遺体はバージニア州アーリントン国立墓地に埋葬された。
死去の時点で、家族は妻と息子1人があった。息子のフォースタン・E・ウィルクス・ジュニア（Faustin E. Wirkus Jr.）は、後に海兵隊員となり、ヘリコプターのパイロットを務めた。

## 大衆文化
ウィルクスは自らのハイチでの経験に基づく自伝的な書籍『The White King of La Gonave: The True Story of the Sergeant of Marines Who Was Crowned King on a Voodoo Island』（ゴナーブの白い王：ブードゥーの島の王として戴冠した海兵軍曹の実話）をタニー・ダドリー（Taney Dudley）と共に著し、ウィリアム・シーブルックが前文を寄せた。1931年、Doubleday, Doran and Company, Inc.から出版された。シーブルックはウィルクスの派遣中の暮らしを題材にした書籍『The Magic Island』も書いている。
1933年、ウィルクスの物語を取り上げた中編映画『Voodoo』をソル・レッサーが制作した。